# Ann Elen Skjelbreid
Ann Elen Skjelbreid (Bergen, 13 settembre 1971) è un'ex biatleta norvegese, vincitrice di varie medaglie olimpiche e iridate.
È sorella di Liv Grete Poirée e moglie di Egil Gjelland, a loro volta biatleti di alto livello.

## Biografia
In Coppa del Mondo ottenne il primo risultato di rilievo il 13 gennaio 1994 a Ruhpolding (76ª), il primo podio il 18 gennaio 1996 a Osrblie (2ª) e la prima vittoria il 28 febbraio 1999 a Lake Placid.
In carriera prese parte a tre edizioni dei Giochi olimpici invernali, Lillehammer 1994 (17ª nella sprint, 4ª nella staffetta), Nagano 1998 (37ª nella sprint, 34ª nell'individuale, 3ª nella staffetta) e Salt Lake City 2002 (38ª nella sprint, 39ª nell'inseguimento, 22ª nell'individuale, 2ª nella staffetta), e a dieci dei Campionati mondiali, vincendo sette medaglie.

## Palmarès

### Olimpiadi
- 2 medaglie:
  - 1 argento (staffetta[3] a Salt Lake City 2002)
  - 1 bronzo (staffetta[3] a Nagano 1998)

### Mondiali
- 7 medaglie:
  - 2 ori (gara a squadre[3] ad Anterselva 1995; gara a squadre[3] a Osrblie 1997)
  - 4 argenti (gara a squadre[3] a Canmore 1994; sprint[3] a Ruhpolding 1996; staffetta[3] a Osrblie 1997; gara a squadre[3] a Pokljuka/Hochfilzen 1998)
  - 1 bronzo (staffetta[3] ad Anterselva 1995)

### Coppa del Mondo
- Miglior piazzamento in classifica generale: 9ª nel 1998
- 19 podi (5 individuali, 14 a squadre[2]), oltre a quelli conquistati in sede olimpica e iridata e validi anche ai fini della Coppa del Mondo:
  - 5 vittorie (a squadre)
  - 8 secondi posti (5 individuali, 3 a squadre)
  - 6 terzi posti (a squadre)

#### Coppa del Mondo - vittorie
| Data             | Località              | Nazione        | Specialità                                                                      |
| ---------------- | --------------------- | -------------- | ------------------------------------------------------------------------------- |
| 28 febbraio 1999 | Lake Placid           | Stati Uniti    | RL (con Gro Marit Istad Kristiansen, Liv Grete Poirée e Gunn Margit Andreassen) |
| 5 dicembre 1999  | Hochfilzen            | Austria        | RL (con Gro Marit Istad Kristiansen, Liv Grete Poirée e Gunn Margit Andreassen) |
| 2 dicembre 2000  | Hochfilzen Anterselva | Austria Italia | RL (con Gro Marit Istad Kristiansen, Gunn Margit Andreassen e Liv Grete Poirée) |
| 11 gennaio 2001  | Ruhpolding            | Germania       | RL (con Gro Marit Istad Kristiansen, Linda Grubben e Liv Grete Poirée)          |
| 19 gennaio 2001  | Anterselva            | Italia         | RL (con Gro Marit Istad Kristiansen, Linda Grubben e Gunn Margit Andreassen)    |

Legenda:

RL = staffetta